# Скуайр, Уильям Баркли
Уильям Баркли Скуайр (англ. William Barclay Squire; 16 октября 1855, Лондон — 13 января 1927, там же) — британский музыковед и библиотекарь.
Вместе с Дж. А. Фуллером Мейтлендом Скуайр подготовил (1899) первое издание «Фитцвильямовой вирджинальной книги» — сборника клавирных пьес рубежа XVI—XVII вв., одного из главных источников современных знаний о британской музыке этого периода. Составил, отредактировал и снабдил предисловием также издания клавирных сочинений Генри Пёрселла, произведений Палестрины и др.
В 1885—1920 гг. заместитель директора библиотеки (англ. Deputy Keeper of Printed Books) Британского музея, руководитель её музыкального отдела. После выхода на пенсию приступил к созданию полного каталога Королевской музыкальной библиотеки и в 1927 г. успел выпустить первый том каталога, посвящённый наследию Георга Фридриха Генделя. Оставил многолетнюю роспись программ концертов лёгкой музыки своего времени.
На факультете музыки Кембриджского университета вручается премия имени Уильяма Баркли Скуайра за лучшую курсовую или магистерскую работу по истории музыки.